# Liste der Kulturgüter in Radelfingen
Die Liste der Kulturgüter in Radelfingen enthält alle Objekte in der Gemeinde Radelfingen im Kanton Bern, die gemäss der Haager Konvention zum Schutz von Kulturgut bei bewaffneten Konflikten, dem Bundesgesetz vom 20. Juni 2014 über den Schutz der Kulturgüter bei bewaffneten Konflikten sowie der Verordnung vom 29. Oktober 2014 über den Schutz der Kulturgüter bei bewaffneten Konflikten unter Schutz stehen.
Objekte der Kategorie A sind im Gemeindegebiet nicht ausgewiesen, Objekte der Kategorie B sind vollständig in der Liste enthalten, Objekte der Kategorie C fehlen zurzeit (Stand: 2. April 2024). Unter übrige Baudenkmäler sind geschützte Objekte zu finden, die im Bauinventar des Kantons Bern als «schützenswert» verzeichnet sind.

## Kulturgüter
| Foto |                                                                            | Objekt                                          | Kat. | Typ | Standort                      | Beschreibung |
| ---- | -------------------------------------------------------------------------- | ----------------------------------------------- | ---- | --- | ----------------------------- | --- |
| ja   | Datei hochladen · Wikidata zu Reformierte Kirche mit Pfarrhaus (Q29674521) | Reformierte Kirche mit Pfarrhaus KGS-Nr.: 01162 | B    | G   | Kirchweg 4, 6 587495 / 207850 | Aus dem 12. Jahrhundert stammendes und bis ins 20. Jahrhundert hinein mehrmals erweitertes und umgebautes Kirchengebäude. Kleine, spätgotische Saalkirche mit nicht eingezogenem Rechteckchor in Massivbauweise unter steilem Satteldach. Zur Ausstattung gehören Wandmalereien aus dem frühen 15. Jahrhundert und eine Decke mit Flachschnitzereien. Nebenan steht das Pfarrhaus von 1630, ein sorgfältig gestalteter, nachgotischer Massivbau unter geknicktem Viertelwalmdach; daran angebaut ist die Pfrundscheune in Ständerbauweise. |

## Übrige Baudenkmäler
Hinweis: Anstelle der KGS-Nummer wird als Objekt-Identifikator (ID) die Grundstücksnummer verwendet.
| ID   | Foto |                 | Objekt                         | Typ | Standort                          | Beschreibung |
| ---- | ---- | --------------- | ------------------------------ | --- | --------------------------------- | ------------ |
| 1    | BW   | Datei hochladen | Pfrundscheune (18.-19. Jh.)    | G   | Kirchweg 4a 587458 / 207846       |              |
| 678  | BW   | Datei hochladen | Bauernhaus (1866)              | G   | Landerswil 135 588224 / 206088    |              |
| 1247 | BW   | Datei hochladen | Bauernhaus (1842)              | G   | Landerswil 139 588536 / 206164    |              |
| 1247 | BW   | Datei hochladen | Speicher (1688)                | G   | Landerswil 139c 588477 / 206197   |              |
| 1303 | BW   | Datei hochladen | Wohnstock (1571)               | G   | Eggenweg 7 587266 / 207928        |              |
| 2000 | BW   | Datei hochladen | Bauernhaus (1. Hälfte 19. Jh.) | G   | Eggenweg 19 587286 / 208013       |              |
| 2225 | BW   | Datei hochladen | Bauernhaus (2. Hälfte 19. Jh.) | G   | Oberruntigen 171 587080 / 203286  |              |
| 2357 | BW   | Datei hochladen | Bauernhaus (1844)              | G   | Lobsigenstrasse 6 587349 / 205793 |              |
| 2364 | BW   | Datei hochladen | Bauernhaus (1895)              | G   | Hauptstrasse 3 587329 / 205681    |              |
| 2553 | BW   | Datei hochladen | Bauernhaus (1. Hälfte 18. Jh.) | G   | Obermatt 75b 586633 / 205713      |              |
| 2581 | BW   | Datei hochladen | Bauernhaus (1805)              | G   | Ostermanigen 92 586437 / 205234   |              |